# Selliguea rhynchophylla
Selliguea rhynchophylla är en stensöteväxtart som först beskrevs av William Jackson Hooker, och fick sitt nu gällande namn av Fraser-jenk. Selliguea rhynchophylla ingår i släktet Selliguea och familjen Polypodiaceae. Inga underarter finns listade.